# Grylloblattella sayanensis
Grylloblattella sayanensis är en insektsart som beskrevs av Sergey Storozhenko 1996. Grylloblattella sayanensis ingår i släktet Grylloblattella och familjen Grylloblattidae. Inga underarter finns listade i Catalogue of Life.